# 博西加斯
博西加斯，是西班牙卡斯蒂利亚-莱昂巴利亚多利德省的一个市镇。总面积16平方公里，2001年普查人口總數為121人，人口密度為每平方公里8人。